# ولسوالی شرن
شرن یکی از ولسوالیهای ولایت غزنی در جنوب خاوری افغانستان با جمعیت نزدیک به ۵۴۴۱۶ نفر است. این ولسوالی در مرکز قبیله سلیمان‌خیل غلجی پشتون قرار دارد.
در اواخر سال ۲۰۰۷ چند ادارات دولتی و تا پایان سال ۲۰۰۸ چند بازار بتونی جدید در بازار شرانه ساخته شد که شکل بازار شرانه را تغییر داد. برخی از سرک‌ها به ولسوالی‌های سرحد نیز آسفالت شد. شرن تقریباً ۵۰ تا ۶۰ کیلومتر با مرکز ولایت غزنی فاصله دارد که به دلیل آسیب دیدن برخی پل‌ها توسط طالبان و شبکه حقانی، معمولاً یک ساعت طول می‌کشد. جمعیت شرن بیشتر از پشتون‌ها و پس از آن اقلیت‌های هزاره و تاجیک تشکیل شده است.

## منبع‌ها
1. ↑  «program for culture».

- مشارکت‌کنندگان ویکی‌پدیا. «Paktika Province». در دانشنامهٔ ویکی‌پدیای انگلیسی، بازبینی‌شده در ۴ اسفند ۱۳۹۰ خورشیدی.